# LG Optimus Pad LTE

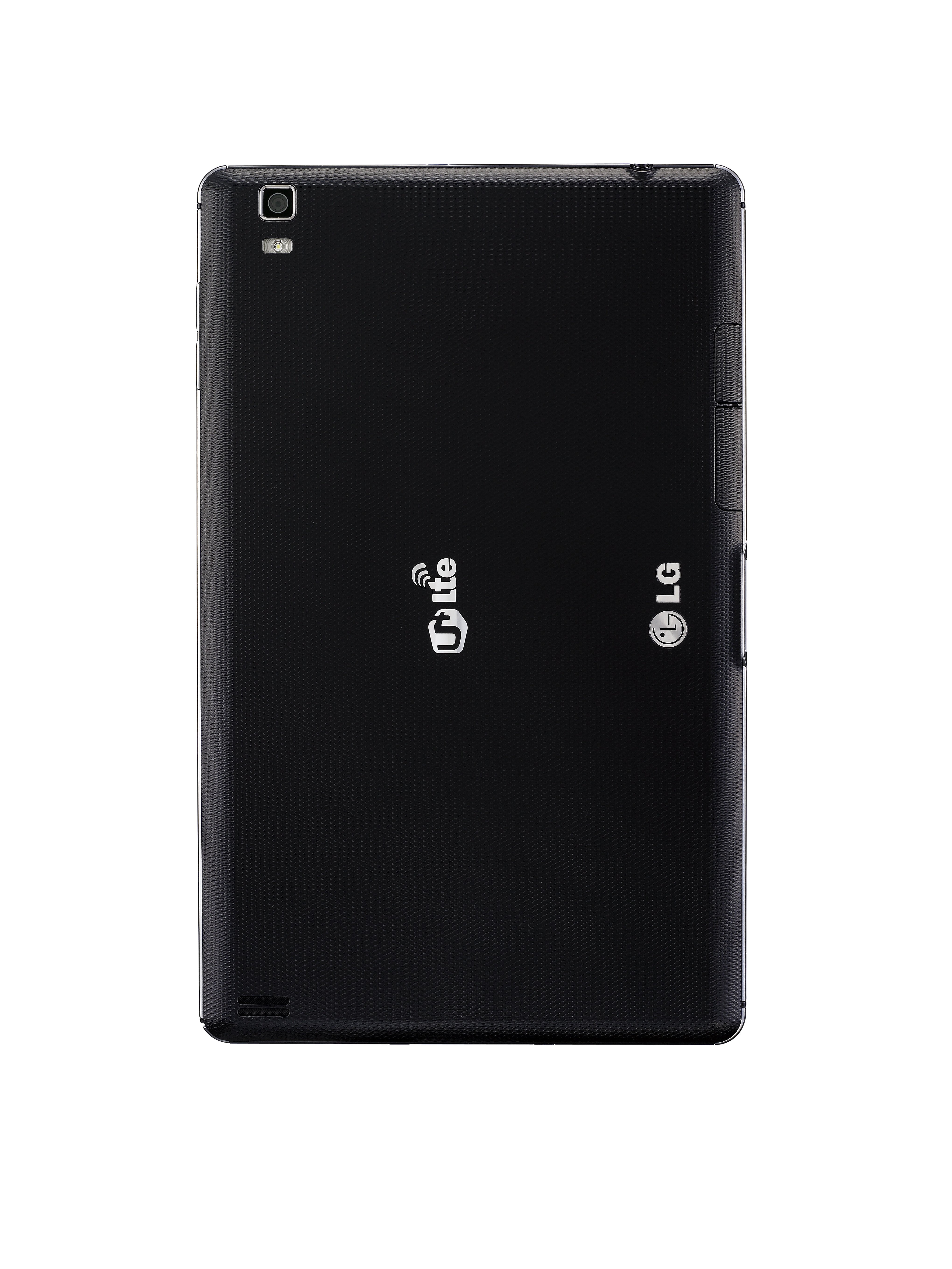
Retro di LG Optimus Pad LTE

LG Optimus Pad LTE è un tablet sviluppato da LG Electronics come diretto successore del LG Optimus Pad, che è stato messo in commercio in Corea del Sud nel gennaio 2012. LG Optimus Pad LTE è stato progettato per essere messo in commercio in tutto il mondo, ma è stato annullato a causa delle vendite poco brillanti nel mercato interno, LG ritirò il tablet per un breve periodo dal mercato mondiale prima della distribuzione del suo successore, LG G Pad 8.3.

## Caratteristiche
LG Optimus Pad LTE dispone di una fotocamera frontale da 2 megapixel e una fotocamera da posteriore da 8 megapixel. Come il predecessore è dotato di un touchscreen da 8.9 pollici che include Wi-Fi 802.11b/g/n e Bluetooth 2.1 ed è alimentato da una batteria da 6800 mAh Li-Ion che gira su un processore da 1.5 GHz Qualcomm con a bordo Android 3.2 Honeycomb con Optimus UI.